# Scinax alter
Scinax alter es una especie de anfibios de la familia Hylidae. Es endémica de Brasil.
Sus hábitats naturales incluyen zonas de arbustos, praderas parcialmente inundadas, pantanos, lagos intermitentes de agua dulce, marismas de agua dulce, corrientes intermitentes de agua, pastos y estanques.